# Mazarunia mazarunii
Mazarunia mazarunii — вид риб родини цихлові, що належить до монотипового роду Mazarunia .